# The Big Game
 The Big Game és una pel·lícula estatunidenca-sud-africana dirigida per Robert Day i estrenada el 1972.

## Argument
Dos aventurers són contractats per un savi per assegurar la seva protecció i guardar la seva última invenció, una mena de radar capaç de controlar el cervell humà, dispositiu pel qual diverses potències corrompudes s'interessen amb l'objectiu de dirigir els seus exèrcits...

## Repartiment
- Stephen Boyd: Leyton Van Dyk
- Cameron Mitchell: Bruno Carstens
- Ray Milland: el professor Handley
- France Nuyen: Atanga
- Brendon Boone: Jim Handley
- Michael Kirner: Mark Handley